# Odmerek
Odmerek (tudi doza) je v farmakologiji količina zdravila ali sevanja, ki ga bolnik dobi v določenem časovnem razmiku. 

## Odmerek in zdravila
Odmerek zdravila je količina zdravila, ki ga dobi bolnik v določenem časovnem razdobju. Običajno odmerek pomeni maso učinkovine (lahko pa tudi npr. prostornino) ki jo dobi bolnik. 
Glede na učinek ločimo:
- fiziološki odmerek: najmanjša količina snovi, ki v organizmu že povzroči fiziološki učinek,
- terapevtski odmerek: količina učinkovine, ki pri odrasli osebi povzroči želen fiziološki učinek:
  - enkratni: količina učinkovine pri enkratnem dajanju,
  - dnevni: količina učinkovine, ki jo bolnik prejme v enem dnevu,
  - celokupni: skupna količina učinkovine, ki jo bolnik prejme skozi celotno terapijo,
- največji dovoljeni (maksimalni) odmerek: največja količina učinkovine, ki ga lahko damo bolniku, da se še ne pojavijo toksični učinki.
- toksični odmerek: najmanjša količina snovi, ki v organizmu že povzroči toksične učinke,
- smrtni (letalni) odmerek: najmanjša količina snovi, ki povzroči smrt.

Glede na starost bolnika ločimo:
- odmerek za otroke (pediatrična doza),
- odmerek za odrasle,
- odmerek za starostnike (geriatrična doza).

Posebna previdnost je potrebna pri odmerjanju zdravil novorojenčkom. Ti namreč še nimajo razvitih vseh telesnih funkcij. Odmerki za otroke se računajo glede na njihovo starost, maso ali telesno površino. Za določanje odmerkov za otroke obstajajo različni obrazci in nomogrami, s katerih odčitamo telesno površino otroka glede na višino in težo.

## Odmerek za otroka[1]

### Odmerjanje glede na leta

#### Friedovo pravilo (do 1. leta):
{\displaystyle odmerek\ za\ otroka={\frac {\mathrm {mesci\ otroka} \cdot \mathrm {odmerek\ za\ odraslega} }{\mathrm {150} }}}

#### Youngovo pravilo (od 1. leta naprej):
{\displaystyle odmerek\ za\ otroka={\frac {\mathrm {leta\ otroka} \cdot \mathrm {odmerek\ za\ odraslega} }{\mathrm {leta\ otroka} +12}}}

### Odmerjanje glede na maso
Odmerjanje glede na telesno maso je zanesljivejše od odmerjanja glede na leta.

#### Clarkovo pravilo:
{\displaystyle odmerek\ za\ otroka={\frac {\mathrm {masa\ otroka\ [kg]} \cdot \mathrm {odmerek\ za\ odraslega} }{\mathrm {70\ [kg]} }}}

### Odmerjanje glede na telesno površino
Odmerjanje glede na površino telesno površino je najzanesljivejši način odmerjanja od naštetih.
{\displaystyle odmerek\ za\ otroka={\frac {\mathrm {telesna\ povr{\check {s}}ina\ otroka\ [m^{2}]} \cdot \mathrm {odmerek\ za\ odraslega} }{\mathrm {1,73\ [m^{2}]} }}}

## Odmerek v radiologiji
V radiologiji in radioterapiji se izraz odmerek pogosto uporablja tudi kot sopomenka za absorbirano dozo, torej količino energije, ki jo ionizirajoče sevanje ob prehodu skozi snov preda dani masi te snovi; enota je gray (Gy) = 1 J/kg.